# Западная область (1929—1937)
За́падная о́бласть с центром в Смоленске была образована 1 октября 1929 года на основании Постановления Всероссийского центрального исполнительного комитета СССР от 14 января 1929 года № 116 «Об образовании на территории РСФСР административно-территориальных объединений краевого и областного значения».

## История

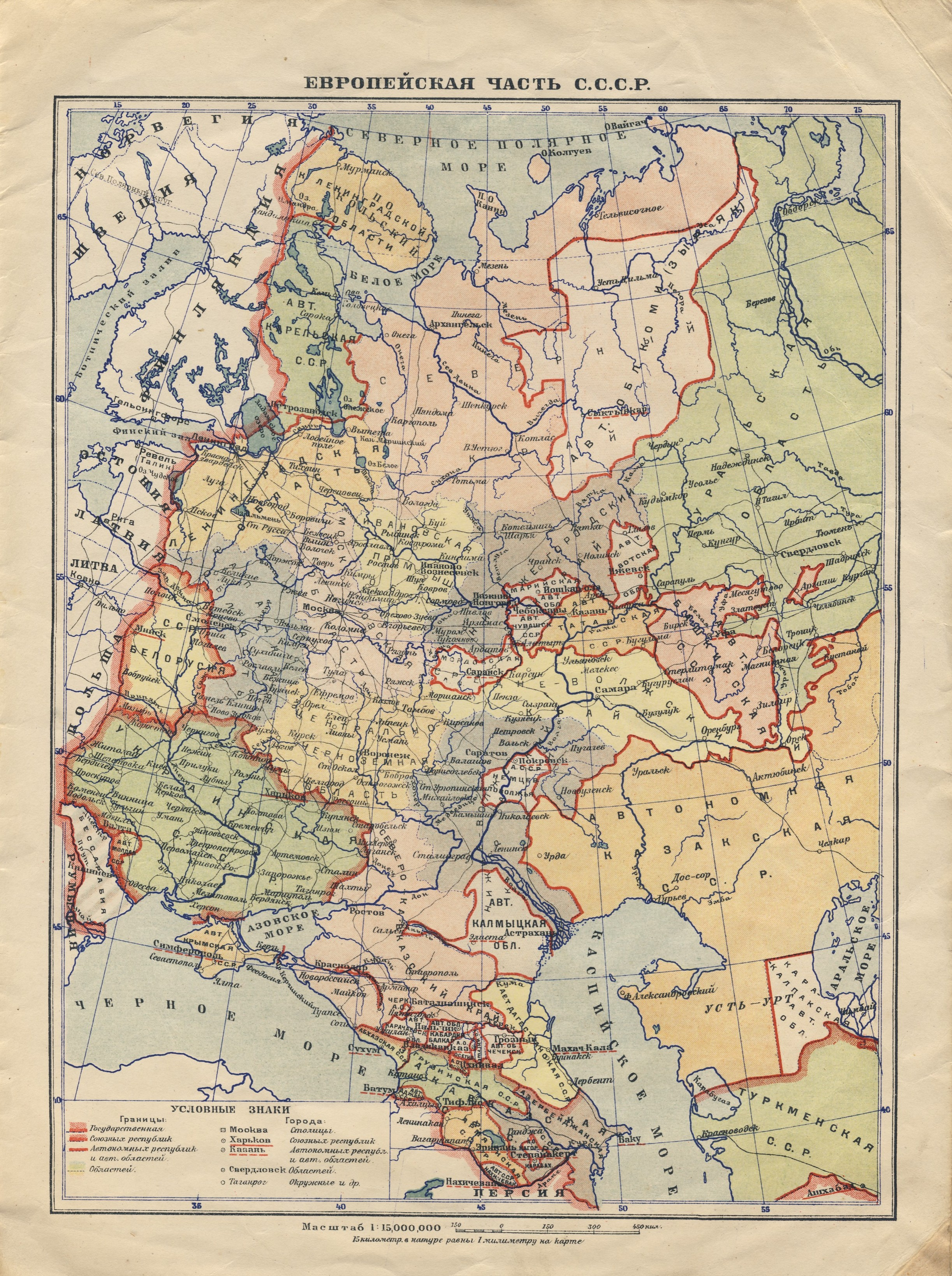
Западная область на карте СССР, изображение из атласа 1930 года

Постановлением Президиума ВЦИК «Об образовании на территории РСФСР административно-территориальных объединений краевого и областного значения» от 14 января 1929 года с 1 октября 1929 года образована Западная область с центром в городе Смоленске, в составе, в качестве основного массива, нижеследующих административно-территориальных единиц: Смоленской, Брянской и Калужской губерний, Ржевского уезда, южной части Осташковского уезда и волостей Тысяцкой и Борковской, Новоторжского уезда Тверской губернии.
Согласно постановлению ВЦИК от 17 июня 1929 года Западная область была разделена на восемь округов с районным делением. В каждом округе утверждён состав районов и их центров. Первоначально область подразделялась на 8 округов: Брянский, Великолукский, Вяземский, Клинцовский, Ржевский, Рославльский, Смоленский (Ярцевский) и Сухиничский.
25 сентября 1930 года города Брянск и Бежица получили статус городов областного подчинения.
В июне 1930 года деление на округа было упразднено, а к 1 января 1931 года в области имелось 109 районов, в которые входило 3504 сельсовета, 45 городов, в том числе самостоятельных административно-хозяйственных единиц — 3 (Смоленск, 86 480 жит. 01.01.1931, с подчинёнными сельсоветами — 92 087 жит., Бежица — 44 594 жит., Брянск — 47 649 жит., с подчинёнными сельсоветами — 50 117 жит.), рабочих посёлков — 20, сельских населённых пунктов — 54 956. Крупными населёнными пунктами были также:
- г. Ржев — 34 051 житель;
- г. Рославль — 28 398 жителей;
- г. Клинцы — 27 002 жителя;
- г. Великие Луки — 25 349 жителей;
- г. Вязьма — 23 381 житель;
- г. Ярцево — 21 782 жителя;
- г. Новозыбков — 18 309 жителей;
- г. Карачев — 13 969 жителей.

29 января 1935 года районы бывших Ржевского и Великолукского округов вошли в состав Калининской области.
10 ноября 1936 года город Клинцы получил статус города областного подчинения.
Постановлением ЦИК СССР № 300 от 27 сентября 1937 года Западная область была упразднена. Из её состава, а также из образованной в 1934 году Курской области были выделены Смоленская и Орловская области, при этом изменено административное и территориальное устройство Курской области.
15 января 1938 года Верховный Совет СССР утвердил создание Смоленской и Орловской областей.

## Округа Западной области
| Название      | Центр        | Годы существования |
| ------------- | ------------ | ------------------ |
| Брянский      | Брянск       | 1929—1930          |
| Великолукский | Великие Луки | 1929—1930          |
| Вяземский     | Вязьма       | 1929—1930          |
| Клинцовский   | Клинцы       | 1929—1930          |
| Ржевский      | Ржев         | 1929—1930          |
| Рославльский  | Рославль     | 1929—1930          |
| Смоленский    | Смоленск     | 1929—1930          |
| Сухиничский   | Сухиничи     | 1929—1930          |
| Ярцевский     | Ярцево       | 1930               |

## Религия
Подавляющее большинство населения Западной области скорее всего относилось к православным. Даже несмотря на антицерковную политику Советской власти, на начало 1930 года в Западной области была 1631 церковь (в том числе 1041 церковь принадлежала Русской православной церкви, а 525 церквей — обновленцам). Также в области было небольшое число протестантов, в основном баптистов и евангельских христиан. На начало 1930 года в Западной области было 4495 евангельских христиан, 2765 баптистов, 250 пятидесятников.